# Но (театр)

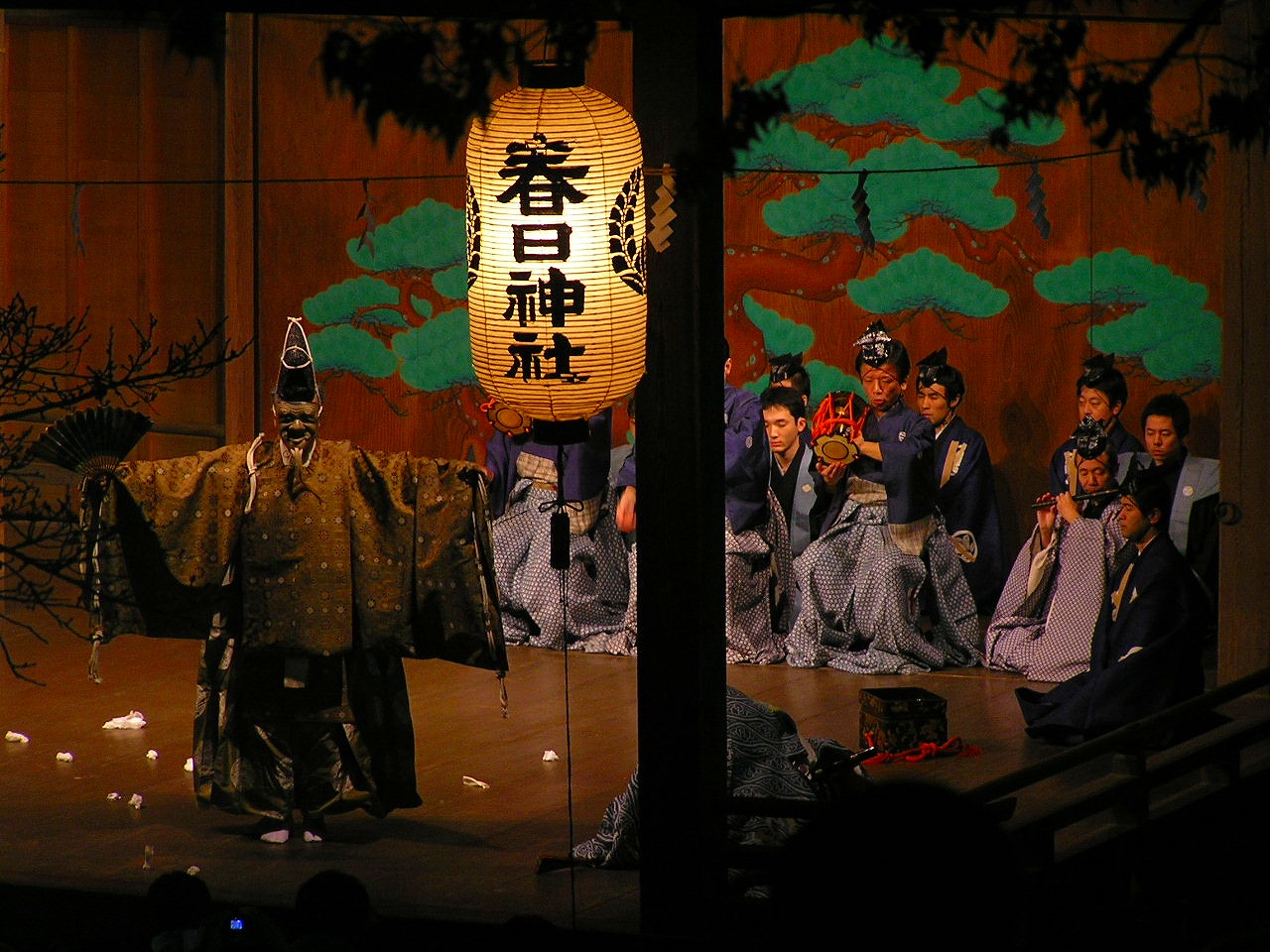
Вистава театру но у Святилищі Касуґа (Сасаяма, Хьоґо).

Но (яп. 能, のう, «ефектність», «майстерність») — традиційний театр в Японії. Розвинувся з середньовічного мистецтва співу й танцю саруґаку.

## Короткі відомості
Початково словом «но» позначали будь-який танок з піснею, такі як саруґаку або монастирські енненмай, проте з розвитком перших, ним стали позначати лише саруґаку.
У 13 — 16 століттях, в період Муроматі, театр но набув розквіту завдяки старанням драматургів Кан'амі та його сина Дзеамі. Сучасних рис театр набув у 18 столітті, в середині періоду Едо.
У кожній виставі  но бере участь декілька осіб: актори (таті-ката), співаки (дзіута-ката) та музики (хаясі-ката). Актори поділяються на три категорії: виконавців головних ролей (сіте-ката), виконавців допоміжних ролей (вакі-ката) і виконавців інтермедій (кьоґен-ката). Співаки перебувають в ролі головних виконавців (сіте-ката). Музики акомпанують на флейті, малому і великому барабанах. На початок 21 століття збереглося 5 шкіл, в яких навчають виконанню ролей сіте, 3 школи, в яких опановують мистецтво другорядних акторів вакі, 2 школи інтермедій та 14 шкіл, де навчають традиційній музиці для театру но.

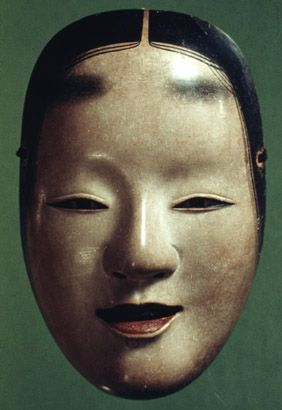
Театральна маска «Жінки»
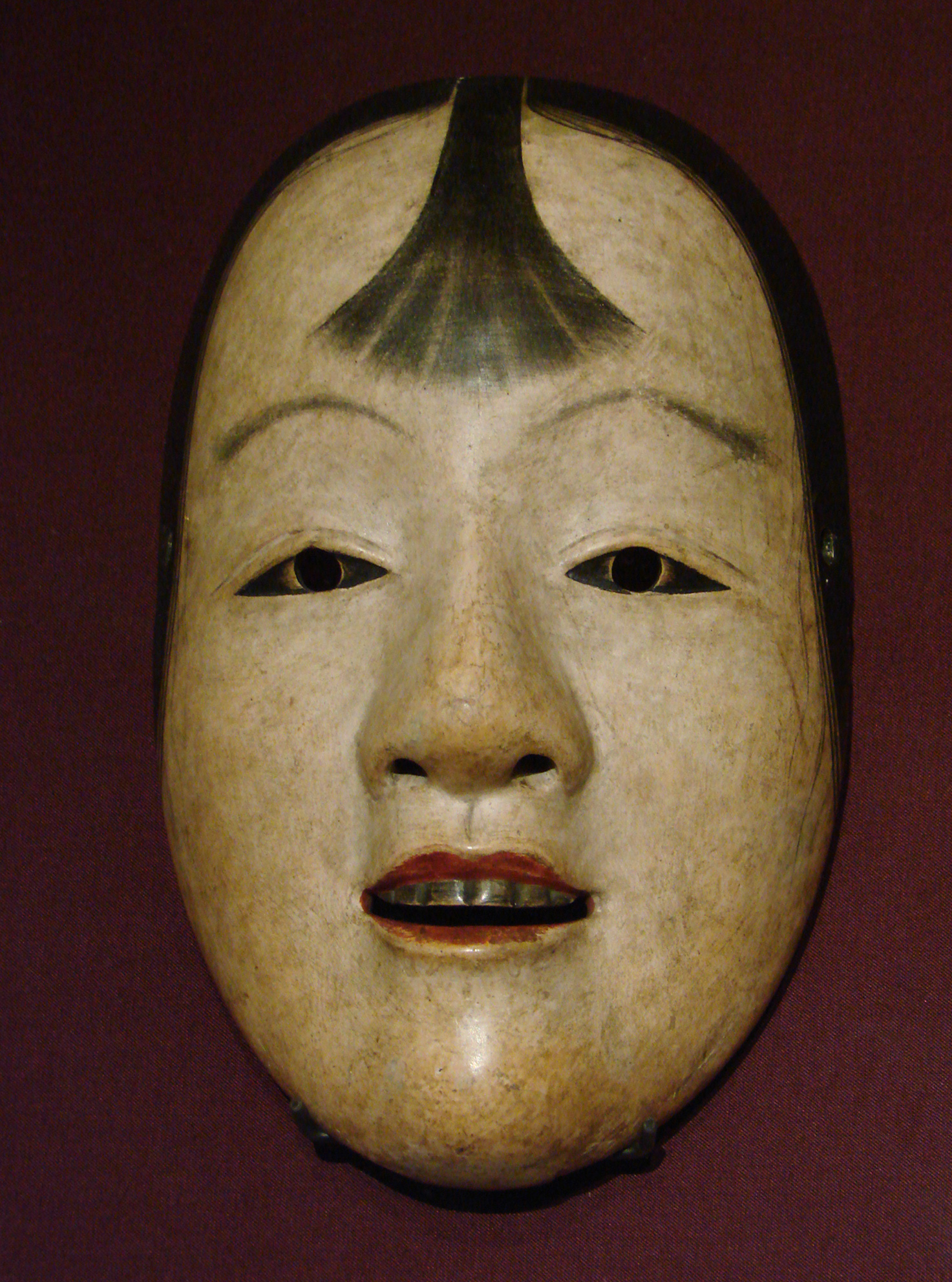
Театральна маска «Юнака»
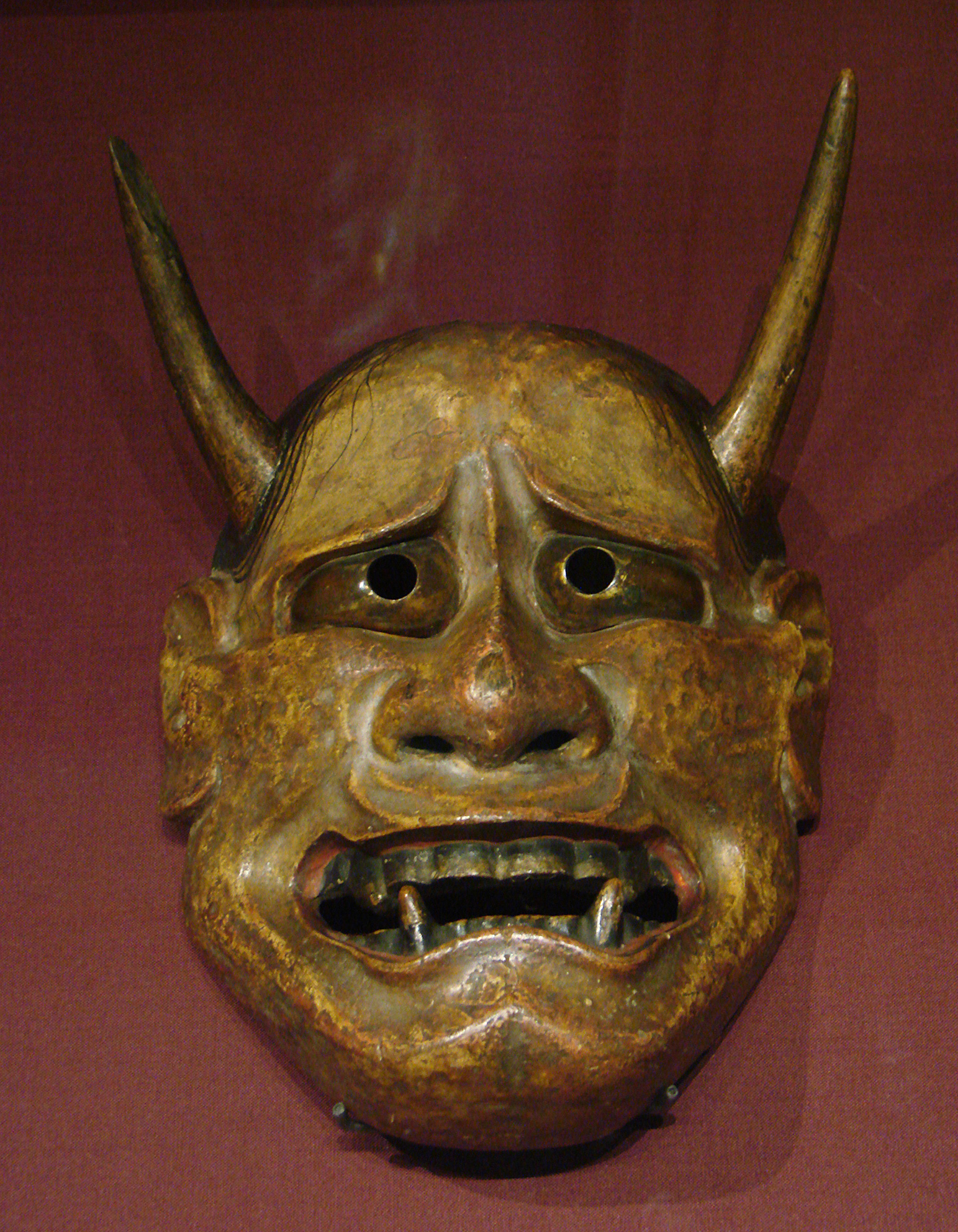
Театральна маска «Відьми»
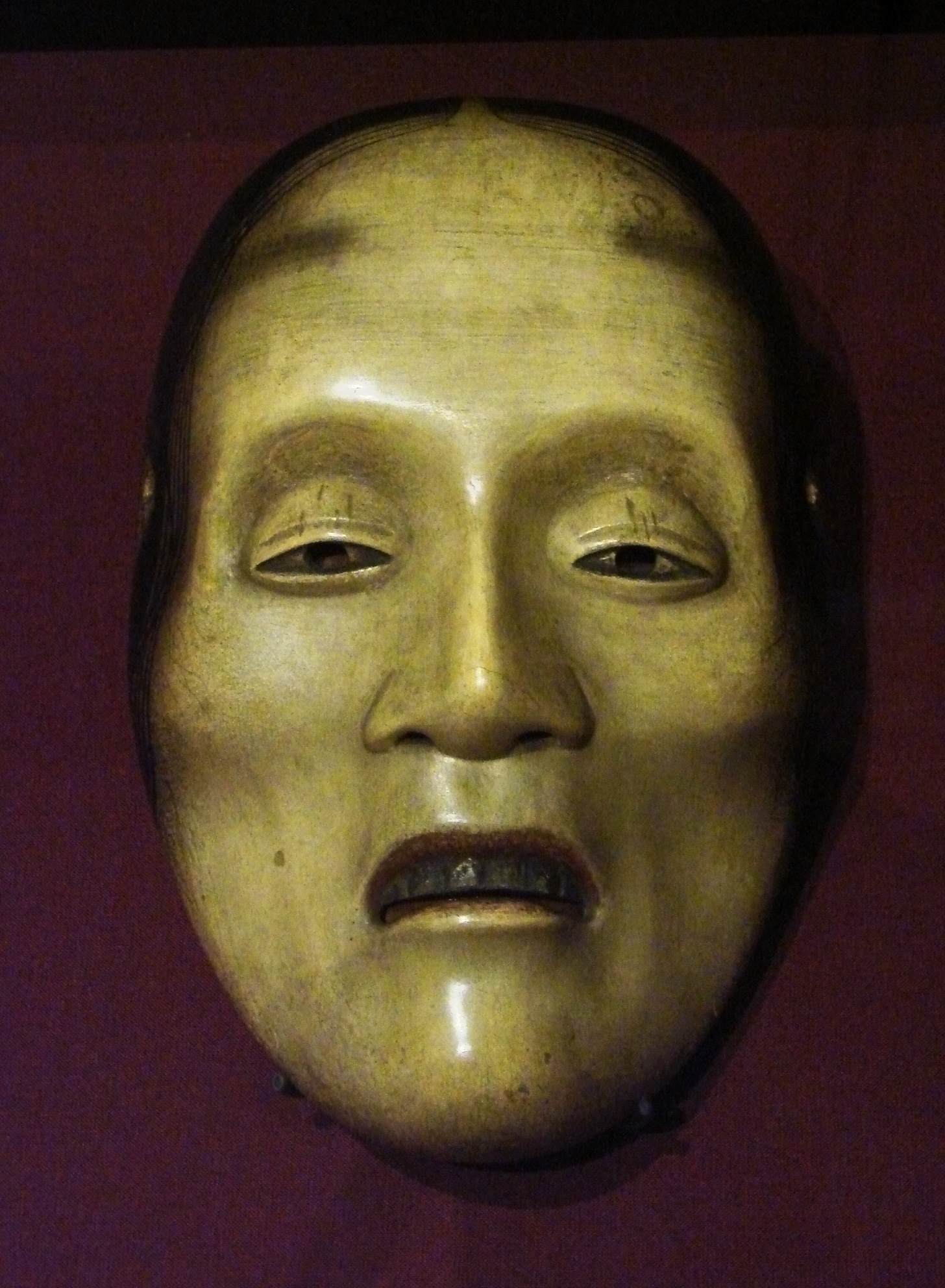
Театральна маска «Баби»

П'єси но називаються йокьоку, що дослівно означає «пісні і мелодії». Вони поділяються на 5 видів. Збереглося лише 240 п'єс, які можуть бути відтворені сучасними театральними труппами.

## Школи
- Школа Кандзе
- Школа Компару